# Jacobi Tiernberg
Jacobi (Jacob) Tiernberg, född 1731 i Tjärn utanför Skellefteå, död 1809, var en svensk allmogemålare verksam kring slutet av 1700-talet.
Tiernberg var verksam i trakterna kring Kåge i Västerbotten i slutet av 1700-talet och början av 1800-talet. Han specialiserade sig på att måla djur och figurmotiv omgivna av dekorativa rank- och rocailleornament på möbler och andra lösa föremål. Av hans kända bevarade arbeten framstår han som en ovanligt förfinad allmogemålare med god kolorit och en förmåga att fånga en verklig rörelse i bild. Tiernberg är representerad vid Skellefteå museum med ett golvursfodral från 1772 och ett litet syskrin från 1803.